# Coup de main

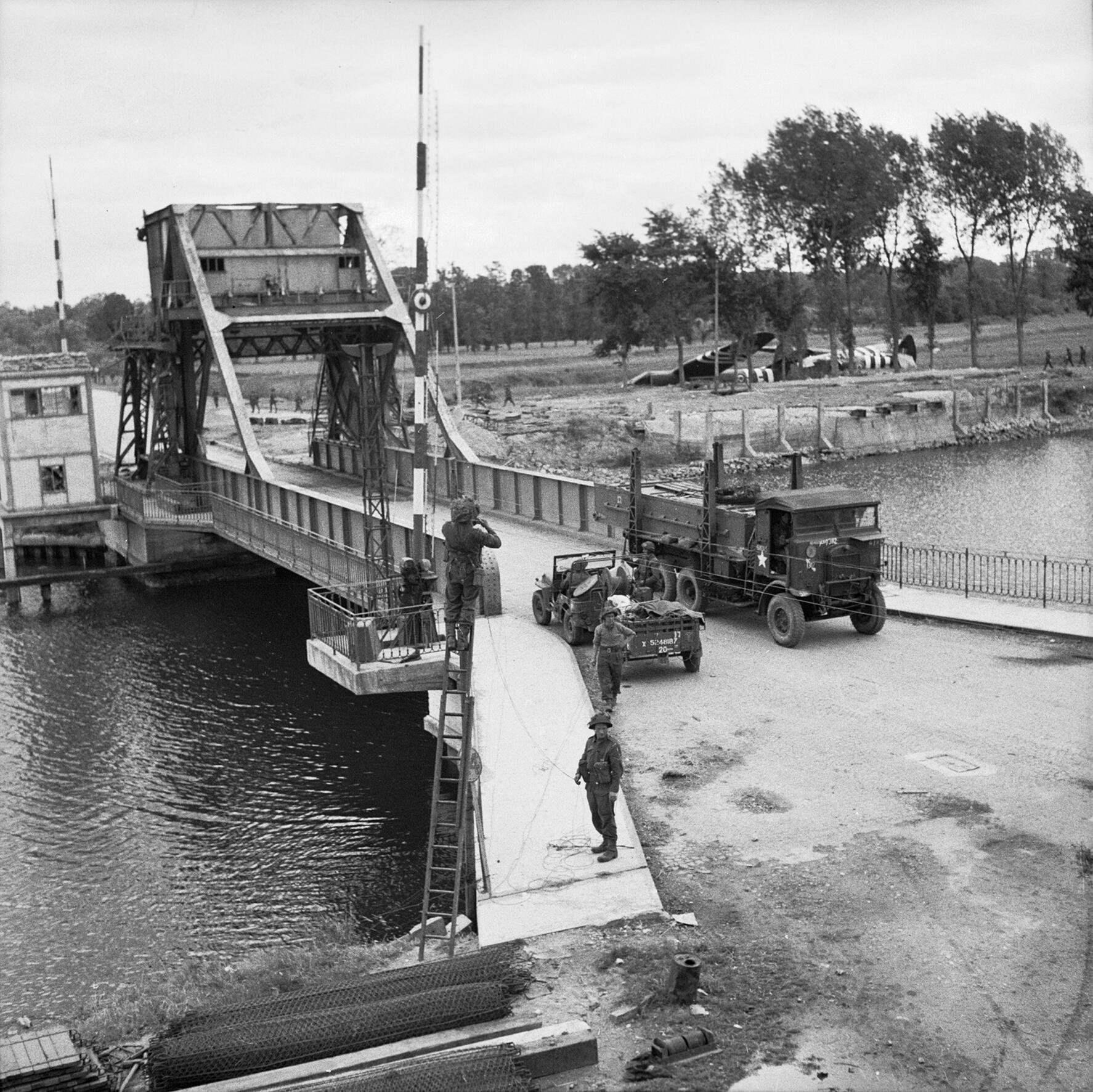
Мост Пегас вскоре после операции «Coup de main», 9 июня 1944 года, Нормандия.
В правой верхней четверти кадра — планеры Horsa, доставившие союзный десант к мосту

Coup de main (произн. ку-де-мен; с фр. — «удар рукой») — западный военный термин, обозначающий оперативный или тактический приём, направленный на достижение поставленных целей одним стремительным ударом с использованием эффекта внезапности. 
Термин также используется для обозначения сходных по характеру действий в политике и экономике (революций, внезапных поглощений и тому подобных). Поскольку прямые аналоги в русском языке отсутствуют, в литературе данный термин употребляется в оригинальном написании латиницей — coup de main, иногда сопровождаемом переводом-пояснением. Наиболее близкими по смыслу являются русские аналоги: «налёт», «набег», «рейд».

## Этимология
С XVI века слово хандштрайх (нем. Handstreich) использовалось в немецком языке в значении «удар рукой». Позднее оно стало употребляться исключительно как военный термин — калька с фр. coup de main, означавшего в XVIII веке внезапное и быстрое нападение, успешное в большей степени за счёт натиска, чем огня артиллерии. Этот же французский термин закрепился в неизменном написании и в том же значении в английском языке.

## Современное определение
Министерство обороны США определяет coup de main таким образом:

Наступательная операция, которая использует преимущества неожиданности и одновременного выполнения поддерживающих действий для достижения успеха одним стремительным ударом.
Оригинальный текст (англ.)An offensive operation that capitalizes on surprise and simultaneous execution of supporting operations to achieve success in one swift stroke.
— (DOD) JP 3-0

## Примеры применения

### В военном деле
Примером успешно проведённого coup de main может служить захват моста Пегас воздушным десантом Союзников в ходе высадки в Нормандии, который некоторых источниках так и именуется операцией «Coup de Main», хотя её официальное кодовое название — операция «Дэдстик». С другой стороны, французское вторжение на Джерси в 1779 году — попытка применения данного приёма, окончившаяся полным провалом.
Следует отметить[почему?], что тактическую хитрость с троянским конём, применённую греками на рубеже XIII—XII веков до н. э., несмотря на использование эффекта внезапности, не следует относить к примерам coup de main, поскольку ей предшествовала длительная осада города.

### В политике и экономике
Известный французский философ и политический теоретик Жак Рансьер считает, что:

…Парижская революция в феврале 1848 года была не чем иным, как coup de main против общества, едва не преодолевшего собственный экономический кризис.
Оригинальный текст (англ.)…the Parisian revolution of February 1848 was nothing more than a „coup de main“ against a society that was on the verge of overcoming its economic crisis.
— 

## Комментарии
1. ↑  Во французском языке coup de main может также означать жест, движение руки или, обычно с "donner", помощь, поддержка[1].
2. ↑  Например, так его употребляет советский военно-морской политработник адмирал С. Е. Захаров в своей книге «Краснознаменный Тихоокеанский флот». В примечании он переводит его на русский язык, как внезапный удар[4], однако в военных словарях такой термин отсутствует[5].
3. ↑  Например, налёт разведывательной группы на объект противника — фр. coup de main commando[6]. «Словарь военных терминов» определяет налёт как внезапное нападение групп (отрядов) на объекты[7].
4. ↑  «Словарь военных терминов» определяет рейд как стремительное продвижение и боевые действия в тылу противника высокоподвижных (воздушно-десантных, танковых, механизированных) подразделений, частей (соединений) или партизанских отрядов в целях уничтожения живой силы и техники противника, его важных объектов, дезорганизации работы тыла, пунктов управления, нарушения коммуникаций и так далее[8]